# Shinyoshitomi (Fukuoka)
Shinyoshitomi (jap. 新吉富村 Shin-Yoshitomi-mura) war ein Dorf im Landkreis Chikujō in der Präfektur Fukuoka in Japan.

## Geschichte
Am 11. Oktober 2005 vereinigte sich Shinyoshitomi mit Taihei (太平村, -mura) um die Machi Kōge zu bilden.